# Click retroflejo
Los chasquidos retroflejos son una familia de consonantes de chasquidos conocidas sólo del idioma !Kung central o dialecto de Namibia . Son retroflejos subapicales y no deben confundirse con los clics postalveolares más extendidos, que a veces se denominan erróneamente "retroflejos" (por ejemplo, en Unicode) debido a su forma de lengüeta cóncava.
El símbolo 'implícito' en el Alfabeto Fonético Internacional que representa la articulación hacia adelante de estos sonidos es ⟨ 𝼊 ⟩ . Sin embargo, el uso es raro. En la literatura, los clics retroflejos se escriben típicamente con el dígrafo ad hoc ⟨ ‼ ⟩ , la convención desde que Doke los identificó como retroflejos en 1926. (El símbolo propuesto por Doke fue, ⟨ ψ ⟩, no se puso de moda, ni tampoco los de Vedder y ⟨⦀⟩ de Anders.
Durante un tiempo, Amanda Miller, quien notó una liberación fricada lateral (al igual que Vedder), los transcribió ⟨ǃ𐞷 ⟩ . )
Los clics retroflejos son extraordinariamente raros. Los clics retroflejos verdaderos ocurren en al menos algunos dialectos del !Kung central. La jerga ritual Damin de Australia puede haber tenido un clic retroflejo nasal sonoro, transcrito por Hale & Nash como ⟨rn!⟩ , aunque no se sabe si era fonémicamente distinto. Sin embargo, los clics de Damin presumiblemente reflejaron las articulaciones de consonantes de Lardil , en las que las consonantes "retroflexas" se retraen alveolar apical en lugar de retroflejas verdaderas, por lo que es probable que la distinción de Damin pueda describirse como apical post-alveolar [ᵑǃ̠] ( ⟨rn !⟩ ) frente a un apical más frontal [ᵑǃ̪] ( ⟨n!⟩ ).
| Transliteración I | Transliteración II | Transliteración III | Descripción                       |
| (velar)           | (velar)            | (velar)             | (velar)                           |
| ----------------- | ------------------ | ------------------- | --------------------------------- |
| k͜𝼊                | ᵏ𝼊                 | 𝼊                   | clic retroflejo tenue             |
| k͜𝼊ʰ               | ᵏ𝼊ʰ                | 𝼊ʰ                  | clic retroflejo aspirado          |
| ɡ͜𝼊                | ᶢ𝼊                 | 𝼊̬                   | clic retroflejo sonoro            |
| ŋ͜𝼊                | ᵑ𝼊                 | 𝼊̃                   | clic retroflejo nasal             |
| ŋ͜𝼊ʰʰ              | ᵑ𝼊ʰʰ               | 𝼊̃ʰʰ                 | clic retroflejo nasal aspirado    |
| ŋ͜𝼊ˀ               | ᵑ𝼊ˀ                | 𝼊̃ˀ                  | clic retroflejo nasal glotalizado |
| (uvular)          |                    |                     |                                   |
| q͜𝼊                | 𐞥𝼊                 |                     | clic retroflejo tenue             |
| q͜𝼊ʰ               | 𐞥𝼊ʰ                |                     | clic retroflejo aspirado          |
| ɢ͜𝼊                | 𐞒𝼊                 |                     | clic retroflejo sonoro            |
| ɴ͜𝼊                | ᶰ𝼊                 |                     | clic retroflejo nasal             |
| ɴ͜𝼊ʰʰ              | ᶰ𝼊ʰʰ               |                     | clic retroflejo nasal aspirado    |
| ɴ͜𝼊ˀ               | ᶰ𝼊ˀ                |                     | clic retroflejo nasal glotalizado |

## Características
- La articulación básica puede ser sonora, nasal, aspirada, glotalizada, etc.

- El lugar de articulación es post-alveolar y la forma de la lengua puede ser subapical, lo que significa que se articula con la punta de la lengua enroscada hacia arriba. El centro de la lengua se mueve hacia abajo para crear succión.

- Los clics pueden ser orales o nasales , lo que significa que el flujo de aire está restringido a la boca o también pasa por la nariz.

- Es una consonante lateral , lo que significa que se produce al dirigir la corriente de aire sobre los lados de la lengua, en lugar de hacia el medio
- El mecanismo de la corriente de aire es de entrada lingual (también conocido como entrada velarica), lo que significa que una bolsa de aire atrapada entre dos cierres se enrarece por una acción de "succión" de la lengua, en lugar de ser movida por la glotis o los pulmones / diafragma . La liberación del cierre delantero produce el sonido de "clic". Los chasquidos sonoros y nasales tienen una corriente de aire egresiva pulmonar simultánea.

## Ocurre en
Al igual que con otras articulaciones de clics, los clics retroflejos se pueden producir de varias maneras . Un ejemplo es el clic retroflejo sonoro en la palabra Grootfontein !Kung (Central Juu) para 'agua', [ᶢ𝼊𐞷ú] ( g‼ú ).
Damin es el único otro idioma que se sabe que tuvo ese sonido, aunque solo se produjo el clic nasal.
Una serie retroflex reclamada por !Kung Ekoka resulta ser clics palatales abovedados .